# Shinya (Musiker)

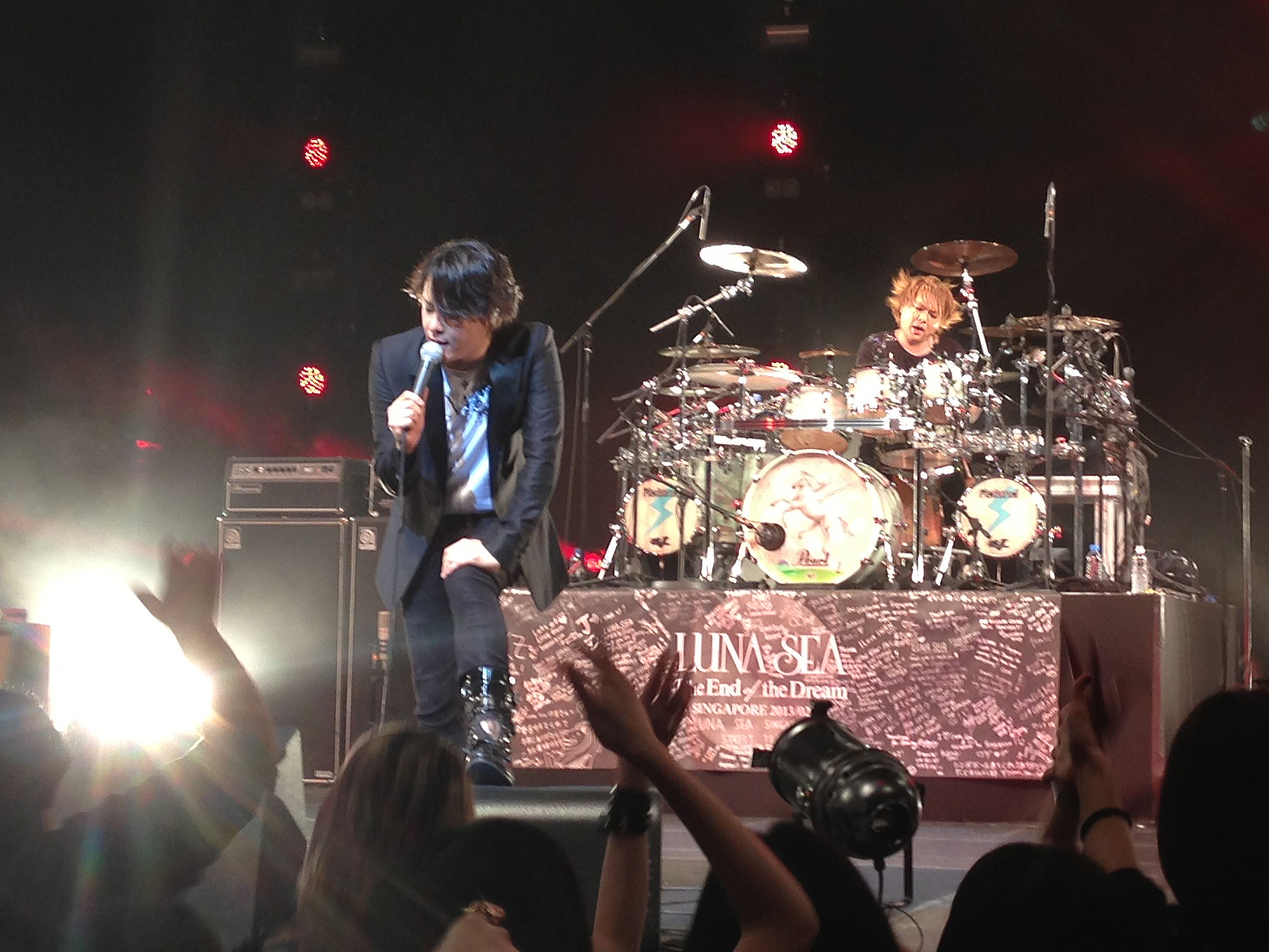
Ryuchi singt und Shinya trommelt bei einem Konzert von Luna Sea 2013 in Singapur

Shinya (mit bürgerlichem Namen jap. 山田 真矢, Yamada Shin'ya, * 13. Januar 1970 in Hadano, Kanagawa, Japan) ist ein japanischer Schlagzeuger. Bekannt geworden ist er als Schlagzeuger der Rockband Luna Sea, er nahm aber auch an einer Vielzahl anderer Projekte teil. Zuletzt war er neben seiner Position bei Luna Sea auch Schlagzeuger in Gackts Band Yellow Fried Chickenz.

## Leben
Shinya wurde früh von seinen Eltern beeinflusst, die von Beruf Nō-Spieler sind und lernte sowohl Nō als auch das Spiel auf der japanischen Trommel Taiko. 1985 bis 1988 ging er auf die Kanagawa Ritu Isehara Highschool und schwankte wohl zwischen dem Kauf eines Motorrads oder eines Schlagzeugs, entschied sich für Letzteres. Er brachte sich das Spielen anfangs weitestgehend selbst bei.
Seine Rockkarriere startete Shinya zusammen mit seinem späteren Bandkollegen Sugizo als Mitglied der Band Pinoccio.

### Luna Sea
Im Jahr 1989 gründeten Gitarrist Inoran und Bassist J die Band Lunacy, aus der kurz darauf Luna Sea wurde, mit Shinya am Schlagzeug, Sugizo an der Gitarre und Ryuichi als Sänger. Die damals als unkonventionell angesehene Band mit Visual-Kei-Look hatte Schwierigkeiten einen Plattenvertrag zu bekommen. Erst mit Hilfe von X-Japan-Drummer Yoshiki schafften sie den Sprung in die Musikwelt und etablierten sich als erfolgreiche Rockband. 1997 legte die Band eine Pause ein, so dass sich alle Mitglieder ihren Solokarrieren widmeten. 1998 kehrte die Band sichtlich erwachsener zurück und präsentierte einen poppigeren Stil als zuvor. Bis auf Sugizo hatten die Bandmitglieder ihren visuellen Look weitestgehend abgelegt. Im Jahr 2000 veröffentlichte die Band ihr vorerst letztes Album, das den Beginn der Bandpause bis 2007 markierte.
Nachdem es nach siebenjähriger Pause am Tag einer Mondfinsternis angekündigt wurde, gab die Band am 24. Dezember 2007 ein ausverkauftes Konzert im Tokyo Dome vor 55.000 Besuchern. Außerdem traten sie mit X Japan als Headliner beim Hide Memorial Summit am 5. Mai 2008 auf. Die Wiederaufnahme der Bandaktivitäten erfolgte in Form von etlichen Konzerten auch außerhalb Asiens. Ihre Welttournee 2010 brachte sie nach Bochum, ihrem einzigen Konzert in Europa.

### Solokarriere
Shinya spielte das Schlagzeug für den Song Back Line Best auf Js erstem Soloalbum Pyromania 1997. Im selben Jahr versuchte sich Shinya auch an eigenen Songs, für die er den Gesangspart und das Schlagzeug übernahm. Seine erste Single Rakkasuru Taiyou erschien am 26. September. Sein im Dezember 1997 erschienenes Album No Sticks ist sein bisher einziges Solo-Album.
Nachdem Luna Sea sich 2000 auflösten, war Shinya Support-Drummer bei verschiedenen Künstlern, u. a. Miyavi, Nanase Aikawa, Maki Oguro und Kōji Kikkawa.
2005 startete er das Projekt Potbelly mit einem jungen Sänger namens Milky. Die erste Single kam am 22. August 2005 auf den Markt.
2006 spielte er sein Instrument für Fake? (ein Projekt von Luna Sea-Gitarrist Inoran und Ken Lloyd von Oblivion Dust) für deren Album Songs From Beelzebub. Im selben Jahr unterstützte er auch Creature Creature live, ein Projekt von Morrie, Frontman der Band Dead End.
2008 und 2009 unterstützte Shinya Toshi (Sänger von X Japan) bei dessen Projekt Toshi with T-Earth.
Als Toshi als Reaktion auf das Erdbeben in Japan am 11. März 2011 eine Tour durch Japan machte, bei der er aufgrund der Stromknappheit auf elektrische Instrumente verzichtete und nur akustisch spielen ließ, unterstützte Shinya ihn, genauso wie Heath (X Japan) und das Orchestra Ensemble Kanazawa. Die Einnahmen wurden komplett dem japanischen Roten Kreuz gespendet. Im selben Jahr wurde Shinya Mitglied der Band Yellow Fried Chickenz, die von Gackt initiiert wurde.

## Persönliches
Shinya heiratete im Mai 2000 Aya Ishiguro, ein ehemaliges Mitglied der Girl-Group Morning Musume. Im selben Jahr im November wurde ihre erste Tochter Rimu geboren, inzwischen hat das Paar drei Kinder.

## Diskografie
Singles und Studioalben
- Rakkasuru Taiyou (1997)
- Hyōryūsha (1997)
- No Sticks (1997)

Videoalben
- Melody (1997)
- Shinya London Calling (1998)
- Shinya Jikiden Pro-Drummer no Kokoroe (真矢　直伝　プロ・ドラマーの心得, 2005)
- Shinya Jikiden Pro-Drummer no Kokoroe Best Price (2011, Re-Release)

mit Potbelly
- Crash, Crash, Crash (2005)

mit Luna Sea
mit Yellow Fried Chickenz
- The End of the Day (2011)